# فرودگاه تک‌بانده لفیت
فرودگاه تک‌بانده لفیت (به انگلیسی: Lafayette Airstrip) یک فرودگاه خصوصی است که یک باند فرود چمن و شن دارد و طول باند آن ۸۲۲ متر است. این فرودگاه در شهر لافایت، اورگن کشور ایالات متحده آمریکا قرار دارد و در ارتفاع ۴۸ متری از سطح دریا واقع شده است.